# Тагара
Тагара — деревня в Кежемском районе Красноярского края России. Административный центр и единственный населённый пункт Тагарского сельсовета.

## География
Деревня находится в восточной части края, на правом берегу реки Ангара, вблизи места впадения в неё реки Тагары, на расстоянии приблизительно 15 километров (по прямой) к северо-западу от города Кодинска, административного центра района.
Климат
Климат характеризуется как резко континентальный, с морозной продолжительной зимой и коротким жарким летом. Средняя температура самого тёплого месяца (июля) составляет 18,4 °С (абсолютный максимум — 37 °С). Средняя температура самого холодного месяца (января) — −26,9 °С (абсолютный минимум — −60 °С). Годовое количество осадков — 283 мм.
Часовой пояс
Деревня Тагара находится в часовой зоне МСК+4. Смещение применяемого времени относительно UTC составляет +7:00.

## Население
| 1989  | 2002  | 2010  | 2012  | 2013  | 2014  | 2015  |
| ----- | ----- | ----- | ----- | ----- | ----- | ----- |
| 1744  | ↘1644 | ↗1873 | ↘1703 | ↘1578 | ↘1551 | ↘1497 |
| 2016  | 2017  |       |       |       |       |       |
| ↘1435 | ↘1433 |       |       |       |       |       |

Гендерный состав
По данным Всероссийской переписи населения 2010 года в гендерной структуре населения мужчины составляли 64 %, женщины — соответственно 36 %.
Национальный состав
Согласно результатам переписи 2002 года, в национальной структуре населения русские составляли 85 % из 1644 чел.

## Улицы
Уличная сеть деревни состоит из 21 улицы и 3 переулков.